# Рисюк Ілля Григорович
Ілля́ Григо́рович Рисю́к (1921—1945) — Герой Радянського Союзу.

## Життєпис
Народився 15 травня 1921 року у селі Стара Соколівка Ярмолинецького району. Член ВЛКСМ. Учасник Німецько-радянської війни з 1944 року.
25 січня 1945 року командир відділення 17-ї механізованої бригади, гвардії молодший сержант Рисюк із бійцями серед перших на підручних засобах під вогнем ворога переправився через річку Одер, закріпився на другому березі і сприяв захопленню плацдарму своїм підрозділом.
30 січня 1945 року загинув у бою.
10 квітня 1945 року Іллі Григоровичу за особисту хоробрість, ініціативу і стійкість посмертно надано звання Героя Радянського Союзу.
Похований у братській могилі в населеному пункті Каммельвіц (Німеччина).